# Patzité
Patzité est une ville du Guatemala dans le département du Quiché.